# يوكيهيكو ساتو
يوكيهيكو ساتو (باليابانية: 佐藤 由紀彦) (11 مايو 1976 في فوجي في اليابان – )؛ هو لاعب كرة قدم ياباني سابق كان يلعب كلاعب وسط.

## وصلات خارجية
- يوكيهيكو ساتو على موقع رابطة كرة القدم اليابانية للمحترفين (اليابانية)
- يوكيهيكو ساتو على موقع قاعدة بيانات كرة القدم.إي يو (الإنجليزية)
- يوكيهيكو ساتو على موقع Soccerway.com (الإنجليزية)
- يوكيهيكو ساتو على موقع عالم كرة القدم.نت (الإنجليزية)